# セント・クロス・カレッジ
セント・クロス・カレッジ（St Cross College）は、イギリス、オックスフォード大学の構成カレッジの1つ。 1965年に大学院生用カレッジとして設立された。